# 아비루 에이사부로
아비루 에이사부로(阿比留栄三郎, あびる えいさぶろう, 덴포 13년(1842년) - 분큐 3년 4월 6일(1863년 5월 23일))는 미부 로시구미 대원이다. 이름은 아비루 에이사부로(阿比留鋭三郎), 아비루 에이노스케(阿比留栄之介), 아비하라 에이사부로(阿比原栄三良), 아비루 에이사부로(阿比留栄三郎)라고도 한다.
쓰시마 후추번 출신으로 치바 에이지로(치바 슈사쿠의 차남) 문하에 입문, 북진일도류를 배웠다.
분큐 3년(1863년) 2월 에도에서 로시다이에 참가하고자 상경하여 도노우치 요시오 · 이에사토 지로의 일파가 되었고 로시다이의 에도 귀환이 결정된 후 곤도 이사미와 세리자와 가모 등과 함께 교토에 잔류하였다. 아비루 에이사부로는 신센구미의 전신인 미부로시구미 결성시 24명 중 한 명이었고, 재적중인 곤도 등과 함께 행동했다.
같은 해 4월 6일에 사망하였다. 살해되었다고도 하고 병사하였다고도 하며, 사망 날짜는 3월 25일이라는 설도 있다. 향년 22세. 미부로시구미 대원으로 먼저 사망한 인물로도 알려져 있다.

## 아비루 에이자부로를 연기한 배우
- 야베 타로 - NHK 대하드라마 신센구미!(2004년, NHK)